# Ольсен, Йегван
Йе́гван Ма́ртин О́льсен (фар. Jógvan Martin Olsen; род. 30 июля 1961 года в Тофтире, Фарерские острова) — фарерский футболист, тренер и судья. В настоящее время является главным тренером юношеской сборной Фарерских островов до 19 лет.

## Карьера игрока

### Клубная
Йегван является воспитанником тофтирского футбола. Он дебютировал за «Б68» 4 июля 1979 года в матче кубка Фарерских островов против клуба «Б71». В чемпионате Фарерских островов его дебют состоялся 26 апреля 1981 года в поединке с клаксвуйкским «КИ». Всего в своём первом сезоне в высшем фарерском дивизионе Йегван принял участие в 10 матчах. В 1984 году он впервые в карьере провёл все 14 встреч первенства архипелага, а его клуб впервые в истории выиграл этот турнир. 28 апреля 1985 года Йегван забил свой первый гол, поразив ворота «ТБ». Суммарно том сезоне он забил 2 мяча в 12 матчах, а «Б68» по его итогам защитил чемпионский титул.
Накануне сезона-1986 Йегван получил травму и восстановился к его окончанию, проведя 2 последних матча в запасе. Он вернулся на поле в 1987 году и принял участие во всех 14 матчах чемпионата. В 1990 году турнир был расширен: Йегван отыграл все 18 игр и забил 7 голов, это был его наиболее продуктивный сезон. Он оставался важной фигурой для «Б68» и во время третьего чемпионства тофтирцев в 1992 году: в том сезоне игрок провёл 16 матчей и забил 3 мяча. В 1993 году Йегван дебютировал в еврокубках: 18 августа он вышел на замену в первой игре Лиги чемпионов против хорватской «Кроации», а 1 сентября отыграл 86 минут в ответной встрече. В чемпионате того сезона игрок провёл 15 матчей.
В 1994 году Йегван перешёл в «ЛИФ». В составе этой команды он провёл 2 сезона, а затем присоединился к дублирующему составу «Б68». Там он и завершил свою карьеру в 1997 году.

### Международная
Йегван был единственным игроком «Б68», вызванным в национальную сборную Фарерских островов на Островные игры 1989 года, проходившие в Торсхавне. Там игрок принял участие в 1 игре: 12 июля он заменил Йенса Расмуссена на 80-й минуте матча со сборной Аландских островов. Фарерская национальная команда выиграла этот турнир. Более Йегван в сборную не вызывался.

## Тренерская карьера
Йегван начал тренерскую деятельность в 1994 году, возглавив юношескую сборную Фарерских островов (до 17 лет). Параллельно он тренировал клуб первого дивизиона «ЛИФ», за который также выступал в качестве игрока. В 1996 году Йегван возглавил клуб премьер-лиги «Б68». С тофтирцами он занял 7-е место и был уволен в конце сезона. Тогда же Йегван занял должность помощника главного тренера в национальной сборной Фарерских островов. Он вернулся в клубный футбол в 2002 году, возглавив рунавуйкский «НСИ», и сходу выиграл с этим клубом Кубок Фарерских островов, а также занял 2-е место в высшей лиге. За эти достижения его признали тренером года на архипелаге. Йегван руководил рунавуйчанами 3 сезона.
В 2005 году он был назначен главным тренером сборной Фарерских островов. Под его руководством фарерцы провели 20 матчей, проиграв 19 раз и сыграв вничью со сборной Австрии. Оставив пост главного тренера сборной, Йегван стал наставником «Вуйчингура»: он руководил «викингами» 4 сезона, дважды выиграв с ними Кубок Фарерских островов. В 2014 году Йегван планировал сделать паузу в тренерской карьере, однако после переговоров с президентом «Б68» Байнтой Миккельсен передумал и снова возглавил свой родной клуб. Ему не удалось спасти тофтирцев от вылета в первый дивизион, и он покинул команду в конце сезона. После годичного перерыва Йегван стал главным тренером фуглафьёрдурского «ИФ» и был уволен после 8 сыгранных матчей.
С 2017 года Йегван руководит юношеской сборной Фарерских островов до 19 лет.

## Судейская карьера
В 1981 году Йегван дебютировал в роли помощника судьи и помог отсудить 2 футбольных матча. В качестве главного арбитра от клуба «Б68» он отработал 1 встречу высшей фарерской лиги между «ГИ» и «ИФ», состоявшуюся 7 сентября 1985 года.

## Статистика выступлений

### Клубная
| Выступление      | Выступление      | Выступление      | Лига | Лига | Кубки | Кубки | Еврокубки | Еврокубки | Прочие | Прочие | Итого | Итого |
| Клуб             | Лига             | Сезон            | Игры | Голы | Игры  | Голы  | Игры      | Голы      | Игры   | Голы   | Игры  | Голы  |
| ---------------- | ---------------- | ---------------- | ---- | ---- | ----- | ----- | --------- | --------- | ------ | ------ | ----- | ----- |
| Б68              | Первый дивизион  | 1979             | 0    | 0    | 2     | 0     | 0         | 0         | 0      | 0      | 2     | 0     |
| Б68              | Первый дивизион  | 1980             | 0    | 0    | 1     | 0     | 0         | 0         | 0      | 0      | 1     | 0     |
| Б68              | Премьер-лига     | 1981             | 10   | 0    | 2     | 0     | 0         | 0         | 0      | 0      | 12    | 0     |
| Б68              | Премьер-лига     | 1982             | 6    | 0    | 1     | 0     | 0         | 0         | 0      | 0      | 7     | 0     |
| Б68              | Премьер-лига     | 1983             | 8    | 0    | 0     | 0     | 0         | 0         | 0      | 0      | 8     | 0     |
| Б68              | Премьер-лига     | 1984             | 14   | 0    | 4     | 0     | 0         | 0         | 0      | 0      | 18    | 0     |
| Б68              | Премьер-лига     | 1985             | 12   | 2    | 0     | 0     | 0         | 0         | 0      | 0      | 12    | 2     |
| Б68              | Премьер-лига     | 1986             | 0    | 0    | 0     | 0     | 0         | 0         | 0      | 0      | 0     | 0     |
| Б68              | Премьер-лига     | 1987             | 14   | 0    | 2     | 0     | 0         | 0         | 0      | 0      | 16    | 0     |
| Б68              | Премьер-лига     | 1988             | 11   | 2    | 1     | 0     | 0         | 0         | 0      | 0      | 12    | 2     |
| Б68              | Премьер-лига     | 1989             | 14   | 6    | 1     | 1     | 0         | 0         | 0      | 0      | 15    | 7     |
| Б68              | Премьер-лига     | 1990             | 18   | 7    | 1     | 0     | 0         | 0         | 0      | 0      | 19    | 7     |
| Б68              | Премьер-лига     | 1991             | 15   | 3    | 3     | 1     | 0         | 0         | 0      | 0      | 18    | 4     |
| Б68              | Премьер-лига     | 1992             | 16   | 3    | 2     | 1     | 0         | 0         | 0      | 0      | 18    | 4     |
| Б68              | Премьер-лига     | 1993             | 15   | 0    | 1     | 1     | 2         | 0         | 0      | 0      | 18    | 1     |
| Б68              | Итого            | Итого            | 153  | 23   | 21    | 4     | 2         | 0         | 0      | 0      | 176   | 27    |
| ЛИФ Лейрвик      | Первый дивизион  | 1994             | 11   | 4    | 0     | 0     | 0         | 0         | 0      | 0      | 11    | 4     |
| ЛИФ Лейрвик      | Первый дивизион  | 1995             | 5    | 1    | 5     | 1     | 0         | 0         | 0      | 0      | 10    | 2     |
| ЛИФ Лейрвик      | Итого            | Итого            | 16   | 5    | 5     | 1     | 0         | 0         | 0      | 0      | 21    | 6     |
| Б68 II           | Первый дивизион  | 1996             | 2    | 0    | 0     | 0     | 0         | 0         | 0      | 0      | 2     | 0     |
| Б68 II           | Первый дивизион  | 1997             | 2    | 1    | 0     | 0     | 0         | 0         | 0      | 0      | 2     | 1     |
| Б68 II           | Итого            | Итого            | 4    | 1    | 0     | 0     | 0         | 0         | 0      | 0      | 4     | 1     |
| Всего за карьеру | Всего за карьеру | Всего за карьеру | 174  | 29   | 26    | 5     | 2         | 0         | 0      | 0      | 202   | 34    |

### Международная
| Матчи и голы Йегвана Ольсена за национальную сборную Фарерских островов | Матчи и голы Йегвана Ольсена за национальную сборную Фарерских островов | Матчи и голы Йегвана Ольсена за национальную сборную Фарерских островов | Матчи и голы Йегвана Ольсена за национальную сборную Фарерских островов | Матчи и голы Йегвана Ольсена за национальную сборную Фарерских островов | Матчи и голы Йегвана Ольсена за национальную сборную Фарерских островов |
| №                                                                       | Дата                                                                    | Оппонент                                                                | Счёт                                                                    | Голы                                                                    | Соревнование                                                            |
| ----------------------------------------------------------------------- | ----------------------------------------------------------------------- | ----------------------------------------------------------------------- | ----------------------------------------------------------------------- | ----------------------------------------------------------------------- | ----------------------------------------------------------------------- |
| 1                                                                       | 12 июля 1989                                                            | Аландские острова                                                       | 7:1                                                                     |                                                                         | Островные игры 1989                                                     |

Итого: 1 матч и 0 голов; 1 победа, 0 ничьих, 0 поражений.

## Достижения

### В качестве игрока

#### Командные
«Б68»
- Чемпион Фарерских островов (3): 1984, 1985, 1992

 Сборная Фарерских островов
- Победитель Островных игр (1): 1989

### В качестве тренера

#### Командные
«НСИ Рунавик»
- Обладатель Кубка Фарерских островов (1): 2002

 «Вуйчингур»
- Обладатель Кубка Фарерских островов (2): 2009, 2012

#### Личные
- Тренер года на Фарерских островах (1): 2002

## Личная жизнь
Сын Йегвана, Андре Ольсен, тоже был футболистом. Он выступал за «Б68», «Вуйчингур» и «ИФ». Закончив карьеру игрока, Андре занялся тренерской деятельностью. В настоящее время он является помощником главного тренера рунавуйкского «НСИ».